# Ragnar Gustavsson
Ragnar Gustavsson (1907. szeptember 28. – 1980. május 29.), svéd válogatott labdarúgó.
A svéd válogatott tagjaként részt vett az 1934-es világbajnokságon.